# Zapotlán de Juárez
Esta página se refiere a una localidad. Para el municipio homónimo véase Municipio de Zapotlán de Juárez
Zapotlán de Juárez es una localidad mexicana, cabecera del municipio de Zapotlán de Juárez, en el estado de Hidalgo.

## Toponimia
Su nombre proviene del náhuatl, de las raíces tzapotl que significa zapote y tlan que significa lugar junto a, es decir, El lugar junto a los zapotes.

## Historia
No se tienen registros oficiales de su existencia como un asentamiento importante antes de la llegada de los españoles a la región, pero sí la hay de Huaquilpan, que ahora es un poblado conurbado a Zapotlán y se encuentra en registros del arzobispado de México, que para 1569 la población ascendía a 300 personas mayores de doce años y como barrio anexo en el cerro La Chamusquina estaba San Martín con una población de 450 personas mayores de doce años, gobernados por un indio llamado Nicolás Morillo. Sin embargo, esta población desapareció en esa época víctima de las epidemias y desaparece San Martín de los registros de 1581. 

## Geografía
Se encuentra en la región geográfica de los Cuenca de México (Valle de Tizayuca), le corresponden las coordenadas geográficas 19° 58’ 26.570” de latitud norte y 98° 51’ 42.778” de longitud oeste, con una altitud de 2360 m s. n. m. En cuanto a fisiografía se encuentra en la provincia del Eje Neovolcánico, dentro de la subprovincia de Lagos y Volcanes de Anáhuac; su terreno es de lomerio. En lo que respecta a la hidrografía se encuentra posicionado en la región del Pánuco, dentro de la cuenca del río Moctezuma, y dentro de las subcuenca del río Tezontepec. Cuenta con un clima semiseco templado.

## Demografía
En 2020 registró una población de 949 personas, lo que corresponde al 1.654 % de la población municipal. De los cuales 454 son hombres y 495 son mujeres.
| Gráfica de evolución demográfica de Zapotlán de Juárez entre 1900 y 2020 |
|                                                                          |
| Población registrada por los censos y conteos del INEGI.                 |

## Cultura
Arquitectura
En la plaza cívica, comúnmente llamada el centro, se encuentra la iglesia de La Purísima Concepción (a la que está dedicada la fiesta del pueblo, el 8 de diciembre), la presidencia municipal (sede del ayuntamiento) y un pequeño kiosco en los diminutos jardines.
También se encuentran dos jagüeyes, el de Dolores, y el de la Venta. El panteón es muy grande y se encuentra junto a la autopista, al igual que un campo de fútbol.